# Cynorkis tenella
Cynorkis tenella är en orkidéart som beskrevs av Henry Nicholas Ridley. Cynorkis tenella ingår i släktet Cynorkis, och familjen orkidéer. Inga underarter finns listade i Catalogue of Life.